# Eriobotrya tengyuehensis
Eriobotrya tengyuehensis är en rosväxtart som beskrevs av William Wright Smith. Eriobotrya tengyuehensis ingår i släktet eriobotryor, och familjen rosväxter. Inga underarter finns listade i Catalogue of Life.